# Transwestytyzm fetyszystyczny
Transwestytyzm fetyszystyczny, fetyszyzm transwestycyjny – zaburzenie zachowania z grupy zaburzeń preferencji seksualnych charakteryzujące się skłonnością do przebierania się w stroje przeciwnej płci.

## Etiologia
Etiologia transwestytyzmu fetyszystycznego nie jest znana. Nie ma jakiegokolwiek dowodu na zaburzenia chromosomów płci ani też na zaburzenia hormonalne. W pojedynczych przypadkach donoszono o zaburzeniach funkcjonowania płatów skroniowych. Psychoanaliza stara się objaśniać to zaburzenie lękiem kastracyjnym.

## Klasyfikacja
Transwestytyzm fetyszystyczny wymienia 10 rewizja Międzynarodowej Statystycznej Klasyfikacji Chorób i Problemów Zdrowotnych. Znajduje się on w Rozdziale V obejmującym zaburzenia psychiczne i zaburzenia zachowania, oznaczane literą F.  W obrębie tego rozdziału omawiane zaburzenie zalicza się do zaburzeń osobowości i zachowania dorosłych (F60-F69), a dokładniej umieszcza się je wśród zaburzeń preferencji seksualnych (F65). Transwestytyzm fetyszystyczny kodowany jest jako F65.1.
ICD-10 wymienia następujące kryteria, spełnienie których upoważnia do postawienia rozpoznania transwestytyzmu fetyszystycznego:

A. Spełnione ogólne kryteria zaburzeń preferencji seksualnych (F65).
B. Nakładanie ubrań przeciwnej płci w celu nabrania wyglądu i poczucia przynależności do przeciwnej płci.
Przebieranie się jest ściśle związane z pobudzeniem seksualnym. Po wystąpieniu orgazmu i spadku podniecenia następuje silne pragnienie zdjęcia przebrania.

Natomiast uwzględnione w punkcie A ogólne kryteria zaburzeń preferencji seksualnych ICD określa następująco:

G1. Osoba doświadcza powtarzającego się, nasilonego popędu i wyobrażeń seksualnych dotyczących niezwykłych przedmiotów lub działań.
G2. Osoba zarówno realizuje ten popęd, jak i odczuwa z tego powodu wyraźne cierpienie.
G3. Preferencja występuje od co najmniej 6 miesięcy.

Transwestytyzm fetyszystyczny jest więc innym zaburzeniem, niż Transwestytyzm o typie podwójnej roli (F64.1), zaliczany do zaburzeń identyfikacji płciowej.
Z drugiej strony transwestytyzm fetyszystyczny traktować można jako rodzaj fetyszyzmu, który definiuje się jako konieczność posiadania pewnych przedmiotów bądź bodźców dla osiągnięcia podniecenia i satysfakcji seksualnej. Odpowiada temu amerykańska klasyfikacja DSM, w której zaburzenie zwane w Europie transwestytyzmem fetyszystycznym nosi miano fetyszyzmu transwestycyjnego. Główną zaletę takiego nazewnictwa stanowi wyraźne odróżnienie omawianego zaburzenia od transwestytyzmu (podwójnej roli).

## Obraz kliniczny
Transwestytyzm fetyszystyczny traktować można jako rodzaj fetyszyzmu, jednak różni się od innych jego rodzajów. Fetyszyzm polega na tym, że dotknięta nim osoba wymaga pewnych przedmiotów czy też pewnych bodźców dla osiągnięcia podniecenia i satysfakcji seksualnej. Bez tych przedmiotów czy też bodźców nie może osiągnąć podniecenia i satysfakcji seksualnej, a więc fetysz jest ku temu niezbędnie konieczny, bądź też stanowi on po prostu najważniejszy bodziec podniecający daną osobę. W przypadku transwestytyzmu fetyszystycznego występują pragnienia i fantazje dotyczące przebierania się w ubiory wiązane z przeciwną płcią. Towarzyszą im tego rodzaju zachowania. Główna różnica oddzielająca transwestytyzm fetyszystyczny od fetyszyzmu po prostu polega na tym, że dotknięta F65.1 osoba dąży także do przybrania wyglądu płci przeciwnej. Niektórzy mężczyźni z transwestytyzmem fetyszystycznym tylko przebierają się w kobiece ubiory. Mogą mieć swoje ulubione części ubioru, zakładać je podczas masturbacji bądź stosunku płciowego. Inni ponadto wykorzystują makijaż. Mogą też naśladować sposób poruszania się i zachowanie kobiet. Objawy te mają charakter nasilony i nawracający, a dotknięta nimi osoba odczuwa na skutek tych pragnień, fantazji czy działań podniecenie seksualne.
W transwestytyzmie fetyszystycznym wymienione objawy nie mogą występować jako skutek zaburzeń identyfikacji płciowej. Może jednak pojawić się dysforia związana z płcią. Fetyszyzm transwestycyjny nieraz natomiast współwystępuje z masochizmem seksualnym.
Jak wspomniano wyżej, istnieje transwestytyzm fetyszystyczny z dysforią dotyczącą płci. Wiąże się on z poczuciem dyskomfortu, wynikającego z odgrywania roli płciowej bądź z identyfikacji płciowej. Niekiedy dysforia ta nie mija przeza całe życie. Zaburzenie to dotyka zwykle mężczyzn, kolekcjonujących ubrania kobiece i fantazjujących zarówno o kobietach, jak i mężczyznach. Przebierają się oni w te stroje, a podczas tych zachowań praktykują masturbację. W skrajnych przypadkach oprócz stale występującej potrzeby przebierania się osoba taka chce żyć jako osoba przeciwnej płci (zazwyczaj jako kobieta), pragnie terapii hormonalnej i operacyjnego dostosowania płci. Objawy takie zazwyczaj występują jednak w transseksualizmie, zupełnie innym zaburzeniu. Osoba z transwestytyzmem fetyszystycznym zazwyczaj godzi się z jej płcią somatyczną, osoby transseksualne mają odmienne poczucie płci, odczuwając, że należą do płci odmiennej. Jednakże zdarza się, że osoba cierpiąca na transseksualizm fetyszystyczny z dysforią dotyczącą płci przestaje odczuwać podniecenie wywołane przebieraniem się, a pojawia się u niej przekonanie o przynależności do płci przeciwnej względem jej płci somatycznej. U osoby takiej rozwija się więc transseksualizm.
Często osoby z transwestytyzmem fetyszystycznym tworzą szczególne subkultury. Większość z nich wstępuje jednak w małżeństwa.

## Przebieg
Transwestytyzm fetyszystyczny cechuje się przewlekłym przebiegiem.
Zaburzenie to pojawia się w najczęstszym przypadku już w dzieciństwie bądź też we wczesnym okresie dojrzewania. Dziecko lub adolescent zaczyna przebierać się, zazwyczaj nie robiąc tego publicznie. Początkowo przebieranie się ma tylko częściowy charakter.
Potrzeba przebierania się nie musi utrzymywać się całe życie na tym samym poziomie. Nasilają ją też poczucie lęku czy objawy depresyjne, w szczególności zaś odgrywanie roli płciowej związanej z płcią somatyczną. W przypadku zaburzenia z dysforią związaną z płcią może dojść do przejścia zaburzenia w transseksualizm.

## Epidemiologia
Rozpowszechnienie transwestytyzmu fetyszystycznego nie jest znane.
Transwestytyzm nie występuje z jednakową częstością u osób obojga płci. U kobiet przebieranie się w stroje męskie częściej występuje u osób transseksualnych bądź homoseksualnych, niezmiernie rzadko zaś stanowi objaw transwestytyzmu fetyszystycznego.
Zaburzenie to występuje natomiast częściej u heteroseksualnych mężczyzn. Dotknięci nim mężczyźni często mają w życiu wiele partnerek seksualnych, niekiedy również partnerów.

## Leczenie
Nie istnieją skuteczne metody leczenia transwestytyzmu fetyszystycznego. Podejmowano próby stosowania terapii behawioralnej, nie udowodniono jednak jej skuteczności.